# Habillage (graphique)
Pour les articles homonymes, voir Habillage.
Le terme d'« habillage » désigne plusieurs techniques qui visent à améliorer l'aspect graphique d'un document ou d'une production vidéo ou informatique.

## Dans l'imprimerie
L’habillage désigne d’abord, dès les débuts de la typographie et dans toutes les techniques nécessitant une presse, une épaisseur de feuilles de papier (de carton ou de molleton pour la typographie) ou de feutre (pour la taille-douce), que l’on place entre la platine ou le cylindre presseur de la presse et la feuille de papier qui doit recevoir l’impression, afin de répartir la pression et d’adoucir la dureté du foulage.
L'habillage désigne ensuite une technique de présentation d'une illustration dans le cadre d'une mise en page. Employée par les maquettistes dans les magazines, sur les affiches de publicité et sur les sites web, elle consiste à adapter la mise en forme d'un paragraphe à l'encadrement ou aux contours irréguliers d'une image : le texte « habille » les contours de l’image.

## Dans l'audiovisuel
Le terme d'habillage s'applique à la charte graphique, aux logos, aux jingles et aux incrustations qui personnalisent une chaîne de télévision ou une émission de télévision. À l'origine, les chaînes de télévisions se distinguaient principalement par l'affichage à l'écran d'un logo à leur nom. Pour renforcer leur identité et symboliser leur positionnement, elles ont fait appel à des artistes (comme Georges Mathieu par exemple, qui a dessiné le logo d'Antenne 2 en 1975) et à des graphistes comme Étienne Robial, qui a défini en 1984 la stratégie visuelle de Canal+. L'habillage graphique est totalement couvert par le droit d'auteur[Où ?][réf. nécessaire].

## En informatique
L'habillage peut aussi concerner un CD-ROM multimédia ou des applications informatiques. Dans le secteur des logiciels, on parle plutôt de « skin » ou de thème. Sur le Web, les feuilles de style en cascade ou CSS permettent de modifier la présentation d'une page et d'adopter un nouvel habillage.